# Station Tel-Töll
Station Tel-Töll is een spoorwegstation aan de Vintzgouwspoorlijn bij het dorp Töll in de gemeente Partschins (Italië-Zuid-Tirol).
De stationsnaam wordt volgens de regels van Trenitalia in het Italiaans aangegeven, gevolgd door het Duits als lokale taal.